# Svenska mästerskapen i långbanesimning 2024
Svenska mästerskapen i långbanesimning 2024 (SM i simning, långbana) arrangerades mellan den 3 och 7 juli 2024 på Tinnerbäcksbadet i Linköping.
Junior-SM (JSM) och Para-SM arrangerades samtidigt som en del av mästerskapet.

## Medaljsummering

### Damer
| Gren            | Guld | Guld     | Silver | Silver   | Brons | Brons    |
| 50 m frisim     | Hanna Bergman Simklubben Poseidon                                                                                            | 26,11    | Ida Liljeqvist Helsingborgs Simsällskap                                                                                    | 26,23    | Tilde Morin SK Laxen | 26,44    |
| 100 m frisim    | Sofia Åstedt SK Elfsborg | 55,38    | Hanna Bergman Simklubben Poseidon                                                                                          | 56,41    | Elvira Mörtstrand Västerås Simsällskap                                                                                              | 57,23    |
| 200 m frisim    | Hanna Bergman Simklubben Poseidon                                                                                            | 2.04,73  | Kristina Orban Malmö Kappsimningsklubb                                                                                     | 2.06,26  | Olivia Hansson Sjöbo Simsällskap | 2.06,46  |
| 400 m frisim    | Thilda Häll SK Elfsborg | 4.22,45  | Olivia Hansson Sjöbo Simsällskap                                                                                           | 4.26,72  | Elvira Mörtstrand Västerås Simsällskap                                                                                              | 4.28,14  |
| 800 m frisim    | Thilda Häll SK Elfsborg | 9.03,51  | Olivia Hansson Sjöbo Simsällskap                                                                                           | 9.11,55  | Elly Claesson Malmö Kappsimningsklubb                                                                                               | 9.14,23  |
| 1 500 m frisim  | Thilda Häll SK Elfsborg | 17.13,10 | Elly Claesson Malmö Kappsimningsklubb                                                                                      | 17.33,07 | Sofia Bang Stockholms Kappsimningsklub                                                                                              | 17.58,10 |
|                 | |          | |          | |          |
| 50 m ryggsim    | Alice Velden Solna Sundbyberg SS 04                                                                                          | 29,17    | Elise Öberg Njurunda Simsällskap                                                                                           | 29,52    | Ida Liljeqvist Helsingborgs Simsällskap                                                                                             | 29,83    |
| 100 m ryggsim   | Hanna Rosvall Helsingborgs Simsällskap                                                                                       | 1.00,79  | Elise Öberg Njurunda Simsällskap                                                                                           | 1.02,88  | Miranda Arvidsson Linköpings Allmänna Simsällskap                                                                                   | 1.04,09  |
| 200 m ryggsim   | Elise Öberg Njurunda Simsällskap                                                                                             | 2.15,70  | Miranda Arvidsson Linköpings Allmänna Simsällskap                                                                          | 2.17,48  | Annie Hegmegi Jönköpings Simsällskap                                                                                                | 2.18,54  |
|                 | |          | |          | |          |
| 50 m bröstsim   | Olivia Klint Ipsa Kristianstads SLS                                                                                          | 30,93    | Emelie Fast Södertörns SS                                                                                                  | 31,75    | Saga Boråker Jönköpings Simsällskap                                                                                                 | 31,97    |
| 100 m bröstsim  | Olivia Klint Ipsa Kristianstads SLS                                                                                          | 1.07,84  | Moa Bergdahl SK Laxen | 1.08,98  | Emelie Fast Södertörns SS | 1.10,23  |
| 200 m bröstsim  | Olivia Klint Ipsa Kristianstads SLS                                                                                          | 2.29,42  | Saga Boråker Jönköpings Simsällskap                                                                                        | 2.32,14  | Moa Bergdahl SK Laxen | 2.32,84  |
|                 | |          | |          | |          |
| 50 m fjärilsim  | Ida Liljeqvist Helsingborgs Simsällskap                                                                                      | 26,76    | Edith Jernstedt Västerås Simsällskap                                                                                       | 27,27    | Wilma Johansson Jönköpings Simsällskap                                                                                              | 27,34    |
| 100 m fjärilsim | Edith Jernstedt Västerås Simsällskap                                                                                         | 1.00,27  | Ida Liljeqvist Helsingborgs Simsällskap                                                                                    | 1.00,80  | Wilma Johansson Jönköpings Simsällskap                                                                                              | 1.01,22  |
| 200 m fjärilsim | Wilma Johansson Jönköpings Simsällskap                                                                                       | 2.17,34  | Mellie Wijk Simklubben Laxen                                                                                               | 2.18,60  | Tea Winblad Malmö Kappsimningsklubb                                                                                                 | 2.19,09  |
|                 | |          | |          | |          |
| 200 m medley    | Hanna Bergman Simklubben Poseidon                                                                                            | 2.16,00  | Edith Jernstedt Västerås Simsällskap                                                                                       | 2.18,71  | Tea Winblad Malmö Kappsimningsklubb                                                                                                 | 2.19,69  |
| 400 m medley    | Tea Winblad Malmö Kappsimningsklubb                                                                                          | 4.56,44  | Felicia Rogell Västerås Simsällskap                                                                                        | 5.06,01  | Christine Ekman SK Neptun | 5.08,37  |
|                 | |          | |          | |          |
| 4×100 m frisim  | Jönköpings Simsällskap Klara Thormalm (57,06) Wilma Johansson (58,18) Jessika Watanabe (59,09) Annie Hegmegi (57,89)         | 3.52,22  | Simklubben Laxen Mellie Wijk (59,31) Moa Bergdahl (59,00) Valeriia Khatsarevych (1.00,27) Tilde Morin (57,35)              | 3.55,93  | Kungsbacka Simsällskap Lovisa Stokke Eriksson (59,68) Amanda Cederqvist (56,71) Zoe Kanen (59,60) Isabell Wertheim (59,98)          | 3.55,97  |
| 4×200 m frisim  | Västerås Simsällskap Edith Jernstedt (2.07,85) Hanna Kapidzic (2.11,76) Elvira Mörtstrand (2.03,28) Felicia Rogell (2.07,54) | 8.30,43  | Jönköpings Simsällskap Wilma Johansson (2.05,87) Annie Hegmegi (2.08,37) Jessika Watanabe (2.07,99) Saga Boråker (2.11,33) | 8.33,56  | Malmö Kappsimningsklubb Kristina Orban (2.06,42) Tea Winblad (2.10,96) Amelia Johansson Lindkvist (2.09,67) Elly Claesson (2.10,33) | 8.37,38  |
| 4×100 m medley  | Jönköpings Simsällskap Annie Hegmegi (1.03,88) Saga Boråker (1.09,19) Wilma Johansson (1.01,25) Klara Thormalm (56,22)       | 4.10,54  | Helsingborgs Simsällskap Hanna Rosvall (1.00,91) Ebba Holgersson (1.11,54) Ida Liljeqvist (1.00,63) Vega Vollmer (58,74)   | 4.11,82  | Simklubben Laxen Valeriia Khatsarevych (1.09,13) Moa Bergdahl (1.08,35) Mellie Wijk (1.02,03) Tilde Morin (58,18)                   | 4.17,69  |

### Herrar
| Gren            | Guld | Guld       | Silver | Silver   | Brons | Brons    |
| 50 m frisim     | Björn Seeliger SK Neptun                                                                                                | 22,46      | Jonathan Kling Spårvägen Simförening                                                                                               | 22,68    | Elias Persson Malmö Kappsimningsklubb                                                                                           | 22,73    |
| 100 m frisim    | Elias Persson Malmö Kappsimningsklubb                                                                                   | 49,96      | Robin Hanson Spårvägen Simförening                                                                                                 | 50,06    | Felix Jedbratt Mölndals Allmänna Simsällskap                                                                                    | 50,08    |
| 200 m frisim    | Robin Hanson Spårvägen Simförening                                                                                      | 1.48,76    | Samuel Törnqvist Spårvägen Simförening                                                                                             | 1.51,74  | Rasmus Hanson Spårvägen Simförening                                                                                             | 1.53,71  |
| 400 m frisim    | Victor Johansson Jönköpings Simsällskap                                                                                 | 3.49,66    | Axel Gustavsson Lidingö Simklubb                                                                                                   | 4.02,94  | Tristan Prizler Spårvägen Simförening                                                                                           | 4.05,63  |
| 800 m frisim    | Tristan Prizler Spårvägen Simförening                                                                                   | 8.23,69    | Axel Gustavsson Lidingö Simklubb                                                                                                   | 8.25,89  | Leon Heberlein SK Neptun | 8.29,95  |
| 1 500 m frisim  | Victor Johansson Jönköpings Simsällskap                                                                                 | 15.29,06   | Axel Gustavsson Lidingö Simklubb                                                                                                   | 16.01,37 | Tristan Prizler Spårvägen Simförening                                                                                           | 16.02,11 |
|                 | |            | |          | |          |
| 50 m ryggsim    | Samuel Törnqvist Spårvägen Simförening                                                                                  | 25,83      | Anton Witzell Simklubben Sydsim | 26,45    | Noah Juhlin Fredriksson Täby Sim                                                                                                | 26,50    |
| 100 m ryggsim   | Samuel Törnqvist Spårvägen Simförening                                                                                  | 55,20 0MR0 | Gustav Henriksen Spårvägen Simförening                                                                                             | 57,45    | Charlie Skoglund Macmillan SK Elfsborg                                                                                          | 57,96    |
| 200 m ryggsim   | Samuel Törnqvist Spårvägen Simförening                                                                                  | 2.02,29    | Gustav Henriksen Spårvägen Simförening                                                                                             | 2.05,42  | Lucas Sterling Västerås Simsällskap                                                                                             | 2.07,33  |
|                 | |            | |          | |          |
| 50 m bröstsim   | Daniel Kertes Helsingborgs Simsällskap                                                                                  | 28,09      | Anthon Huasson Ringsjö Simklubb | 28,21    | Erik Kähr Solna Sundbyberg SS 04                                                                                                | 28,48    |
| 100 m bröstsim  | Daniel Kertes Helsingborgs Simsällskap                                                                                  | 1.02,52    | Linus Kahl Landskrona Simsällskap                                                                                                  | 1.03,11  | Daniel Räisänen Täby Sim | 1.03,35  |
| 200 m bröstsim  | Hjalmar Mueller SK Neptun                                                                                               | 2.19,61    | Karl Frylmark Väsby Simsällskap | 2.19,71  | Lucas Lindblom Landskrona Simsällskap                                                                                           | 2.20,81  |
|                 | |            | |          | |          |
| 50 m fjärilsim  | Oskar Hoff Landskrona Simsällskap                                                                                       | 23,75      | Melker Rosengren Väsby Simsällskap                                                                                                 | 24,04    | Bill Beckman Malmö Kappsimningsklubb                                                                                            | 24,27    |
| 100 m fjärilsim | Oskar Hoff Landskrona Simsällskap                                                                                       | 53,01      | Felix Jedbratt Mölndals allmänna simsällskap                                                                                       | 53,39    | Linus Kahl Landskrona Simsällskap                                                                                               | 53,83    |
| 200 m fjärilsim | Victor Klingeryd Jalamo Helsingborgs Simsällskap                                                                        | 2.02,98    | Lucas Humling Linköpings Allmänna Simsällskap                                                                                      | 2.04,01  | Felix Jedbratt Mölndals allmänna simsällskap                                                                                    | 2.04,47  |
|                 | |            | |          | |          |
| 200 m medley    | Samuel Törnqvist Spårvägen Simförening                                                                                  | 2.03,43    | Tristan Prizler Spårvägen Simförening                                                                                              | 2.07,81  | Dante Vollmer Helsingborgs Simsällskap                                                                                          | 2.07,95  |
| 400 m medley    | Tristan Prizler Spårvägen Simförening                                                                                   | 4.30,19    | Joel Hambraeus Danderyd Simklubb                                                                                                   | 4.38,25  | Filip Salbrink Simklubben Poseidon                                                                                              | 4.38,75  |
|                 | |            | |          | |          |
| 4×100 m frisim  | Spårvägen Simförening Robin Hanson (49,97) Rasmus Hanson (51,21) Samuel Törnqvist (50,38) Isak Eliasson (49,32)         | 3.20,88    | Malmö Kappsimningsklubb Emil Svensson (51,96) Elias Persson (49,55) Hugo Lennartsson (52,90) Gustav Olsson (50,53)                 | 3.24,94  | Linköpings Allmänna Simsällskap Lucas Humling (51,98) William Barkehed (50,46) Oskar Glawing (52,06) Markus Stahre (50,63)      | 3.25,13  |
| 4×200 m frisim  | Spårvägen Simförening Rasmus Hanson (1.54,04) Robin Hanson (1.49,55) Adam Karlsson (1.55,46) Samuel Törnqvist (1.52,57) | 7.31,62    | Linköpings Allmänna Simsällskap Oskar Glawing (1.54,80) William Barkehed (1.52,20) Markus Stahre (1.53,79) Lucas Humling (1.53,42) | 7.34,21  | Malmö Kappsimningsklubb Gustav Olsson (1.54,35) Elias Persson (1.52,59) Marcus Kindberg (1.58,78) Hugo Lennartsson (1.58,21)    | 7.43,93  |
| 4×100 m medley  | Spårvägen Simförening Gustav Henriksen (58,04) Samuel Törnqvist (1.04,39) Robin Hanson (53,72) Isak Eliasson (49,84)    | 3.45,99    | Landskrona Simsällskap Christoffer Dellhede (1.00,74) Linus Kahl (1.02,26) Oskar Hoff (53,43) Emil Hassling (51,01)                | 3.47,44  | Helsingborgs Simsällskap Gustaf Hansson (58,37) August Mathisen (1.03,58) Victor Klingeryd Jalamo (54,89) Daniel Kertes (50,72) | 3.47,56  |

### Mix
| Gren           | Guld | Guld         | Silver | Silver  | Brons | Brons   |
| 4×100 m frisim | Jönköpings Simsällskap Marcus Holmquist (51,23) Albin Lövgren (51,67) Wilma Johansson (57,35) Klara Thormalm (56,76)      | 3.37,01      | Malmö Kappsimningsklubb Gustav Olsson (51,14) Kristina Orban (57,72) Amalie Mikkelsen (59,19) Elias Persson (49,27)   | 3.37,32 | SK Elfsborg Charlie Skoglund Macmillan (51,31) Anes Cavka (52,91) Sofia Åstedt (55,41) Thilda Häll (58,11)                  | 3.37,74 |
| 4×100 m medley | Helsingborgs Simsällskap Hanna Rosvall (1.00,94) August Mathisen (1.02,60) Ida Liljeqvist (1.00,45) Daniel Kertes (50,53) | 3.54,52 0NR0 | Jönköpings Simsällskap Klara Thormalm (1.05,41) Saga Boråker (1.09,24) Albin Lövgren (53,78) Marcus Holmquist (49,76) | 3.58,19 | Västerås Simsällskap Lucas Sterling (58,19) Gustav Ulfvebrand (1.04,60) Edith Jernstedt (1.00,53) Elvira Mörtstrand (55,79) | 3.59,11 |

## Junior-SM

### Damer
| Gren            | Guld | Guld     | Silver | Silver   | Brons | Brons    |
| 50 m frisim     | Alicia Söderlind Tyresö Simsällskap                                                                                              | 26,90    | Zinna Bengtsson Nimander SK Triton                                                                                             | 26,94    | Mathilda Sandberg Täby Sim | 26,95    |
| 100 m frisim    | Felicia Klintemar SK Neptun | 57,83    | Amanda Cederqvist Kungsbacka Simsällskap                                                                                       | 58,28    | Alicia Söderlind Tyresö Simsällskap                                                                                           | 58,61    |
| 200 m frisim    | Linnea Sjöberg Njurunda Simsällskap                                                                                              | 2.06,93  | Amanda Cederqvist Kungsbacka Simsällskap                                                                                       | 2.07,22  | Miranda Wahlstedt Karlstads Simsällskap                                                                                       | 2.08,69  |
| 400 m frisim    | Thilda Häll SK Elfsborg | 4.26,69  | Elly Claesson Malmö Kappsimningsklubb                                                                                          | 4.30,80  | Elvira Lönnberg Flores Stockholms KK                                                                                          | 4.33,64  |
| 800 m frisim    | Thilda Häll SK Elfsborg | 9.03,51  | Elly Claesson Malmö Kappsimningsklubb                                                                                          | 9.14,23  | Sofia Bang Stockholms Kappsimningsklub                                                                                        | 9.25,16  |
| 1 500 m frisim  | Thilda Häll SK Elfsborg | 17.13,10 | Elly Claesson Malmö Kappsimningsklubb                                                                                          | 17.33,07 | Sofia Bang Stockholms Kappsimningsklub                                                                                        | 17.58,10 |
|                 | |          | |          | |          |
| 50 m ryggsim    | Alice Velden Solna Sundbyberg SS 04                                                                                              | 29,52    | Zinna Bengtsson Nimander SK Triton                                                                                             | 30,29    | Mathilda Sandberg Täby Sim | 30,35    |
| 100 m ryggsim   | Alice Velden Solna Sundbyberg SS 04                                                                                              | 1.04,84  | Mathilda Sandberg Täby Sim | 1.05,37  | Zinna Bengtsson Nimander SK Triton                                                                                            | 1.05,68  |
| 200 m ryggsim   | Isabella Nilsson Simklubben Poseidon                                                                                             | 2.22,89  | Lina Nielsen Uddevalla Sim | 2.24,22  | Elvira Lönnberg Flores Stockholms KK                                                                                          | 2.25,06  |
|                 | |          | |          | |          |
| 50 m bröstsim   | Olivia Klint Ipsa Kristianstads SLS                                                                                              | 31,09    | Klara Lindqvist Luleå Simsällskap                                                                                              | 32,90    | Wilma Danielsson Solna Sundbyberg SS 04                                                                                       | 33,13    |
| 100 m bröstsim  | Olivia Klint Ipsa Kristianstads SLS                                                                                              | 1.08,98  | Sally Olsson SK Elfsborg | 1.11,86  | Ebba Holgersson Helsingborgs Simsällskap                                                                                      | 1.12,16  |
| 200 m bröstsim  | Olivia Klint Ipsa Kristianstads SLS                                                                                              | 2.33,77  | Sally Olsson SK Elfsborg | 2.35,82  | Emma Jönsson Helsingborgs Simsällskap                                                                                         | 2.38,79  |
|                 | |          | |          | |          |
| 50 m fjärilsim  | Alice Velden Solna Sundbyberg SS 04                                                                                              | 27,70    | Mathilda Sandberg Täby Sim | 27,88    | Felicia Klintemar SK Neptun                                                                                                   | 28,52    |
| 100 m fjärilsim | Felicia Klintemar SK Neptun | 1.01,93  | Alice Velden Solna Sundbyberg SS 04                                                                                            | 1.02,86  | Mathilda Sandberg Täby Sim | 1.03,57  |
| 200 m fjärilsim | Nadin Szeghalmi Stockholmspolisens IF                                                                                            | 2.29,49  | Cecilia Krans Solna Sundbyberg SS 04                                                                                           | 2.30,12  | Hilda Hou Vasiliagou Helsingborgs Simsällskap                                                                                 | 2.30,28  |
|                 | |          | |          | |          |
| 200 m medley    | Elvira Lönnberg Flores Stockholms KK                                                                                             | 2.24,17  | Valeriia Khatsarevych SK Laxen                                                                                                 | 2.25,68  | Lina Nielsen Uddevalla Sim | 2.26,04  |
| 400 m medley    | Lina Nielsen Uddevalla Sim | 5.10,75  | Linnea Lindberg Karlstads Simsällskap                                                                                          | 5.14,86  | Sofia Bang Stockholms Kappsimningsklubb                                                                                       | 5.20,18  |
|                 | |          | |          | |          |
| 4×100 m frisim  | Kungsbacka Simsällskap Lovisa Stokke Eriksson (1.00,45) Amanda Cederqvist (56,64) Zoe Kanen (59,46) Isabell Wertheim (59,52)     | 3.56,07  | Växjö Simsällskap Amelia Hultqvist (59,50) Mylana-Maria Rozvadovska (1.00,03) Felicia Backman (58,81) Agnes Pehrsson (1.01,10) | 3.59,44  | Malmö Kappsimningsklubb Alicia Ekelund (1.00,57) Amelia Johansson Lindkvist (59,96) Lava Piuva (1.00,38) Ella Ekelund (59,27) | 4.00,18  |
| 4×200 m frisim  | Karlstads Simsällskap Miranda Wahlstedt (2.10,37) Linnea Lindberg (2.12,80) Nellie Westerlund (2.11,50) Signe Lindberg (2.11,58) | 8.46,25  | Njurunda Simsällskap Linnea Sjöberg (2.07,47) Ida Sundholm (2.15,04) Maja Modin (2.13,80) Agnes Jonasson (2.14,14)             | 8.50,45  | Uddevalla Sim Matilda Wassblad (2.10,41) Alva Rohman (2.11,11) Lina Nielsen (2.16,26) Malin Östblom (2.14,48)                 | 8.52,26  |
| 4×100 m medley  | SK Elfsborg Alma Strömberg (1.05,87) Sally Olsson (1.11,21) Elsa Sjöström (1.07,14) Thilda Häll (57,84)                          | 4.22,06  | Helsingborgs Simsällskap Tilda Stenmark (1.07,87) Ebba Holgersson (1.12,55) Ella Berg (1.05,58) Vega Vollmer (59,05)           | 4.25,05  | SK Neptun Ida Ösund-Ireland (1.09,50) Ella Gunnarsson (1.14,58) Felicia Klintemar (1.01,49) Amelia Gustafsson (1.00,02)       | 4.25,59  |

### Herrar
| Gren            | Guld | Guld     | Silver | Silver   | Brons | Brons    |
| 50 m frisim     | Tim Rogersson SK Neptun                                                                                           | 23,52    | Svante Tjernström Uddevalla Sim                                                                                            | 23,80    | Arvid Höglund Mölndals allmänna simsällskap                                                                          | 23,97    |
| 100 m frisim    | Tim Rogersson SK Neptun                                                                                           | 50,76    | Lucas Humling Linköpings Allmänna Simsällskap                                                                              | 52,09    | Noah Juhlin Fredriksson Täby Sim                                                                                     | 52,21    |
| 200 m frisim    | Tim Rogersson SK Neptun                                                                                           | 1.54,41  | Oskar Glawing Linköpings Allmänna Simsällskap                                                                              | 1.55,04  | Axel Gustavsson Lidingö Simklubb                                                                                     | 1.55,29  |
| 400 m frisim    | Axel Gustavsson Lidingö Simklubb                                                                                  | 4.03,05  | Tristan Prizler Spårvägen Simförening                                                                                      | 4.06,61  | Eddie Peng Väsby Simsällskap                                                                                         | 4.06,92  |
| 800 m frisim    | Tristan Prizler Spårvägen Simförening                                                                             | 8.23,69  | Axel Gustavsson Lidingö Simklubb                                                                                           | 8.25,89  | Leon Heberlein SK Neptun                                                                                             | 8.29,95  |
| 1 500 m frisim  | Axel Gustavsson Lidingö Simklubb                                                                                  | 16.01,37 | Tristan Prizler Spårvägen Simförening                                                                                      | 16.02,11 | Victor Sandrup Helsingborgs Simsällskap                                                                              | 16.20,90 |
|                 | |          | |          | |          |
| 50 m ryggsim    | Noah Juhlin Fredriksson Täby Sim                                                                                  | 26,64    | Jacob Glans Kristianstads SLS                                                                                              | 27,37    | Oliver Albinzon SK Neptun                                                                                            | 27,44    |
| 100 m ryggsim   | Noah Juhlin Fredriksson Täby Sim                                                                                  | 58,45    | Jacob Glans Kristianstads SLS                                                                                              | 58,65    | Leo Gustavsson Norrköpings KK                                                                                        | 59,51    |
| 200 m ryggsim   | Hugo Swanson Gävle Simsällskap                                                                                    | 2.09,89  | Noah Juhlin Fredriksson Täby Sim                                                                                           | 2.10,13  | Jacob Glans Kristianstads SLS                                                                                        | 2.10,98  |
|                 | |          | |          | |          |
| 50 m bröstsim   | Vincent Johnson Kristianstads SLS                                                                                 | 29,04    | Levente Nagy Simklubben Poseidon                                                                                           | 29,18    | Stefan Ivan Malmö Kappsimningsklubb                                                                                  | 29,20    |
| 100 m bröstsim  | Vincent Johnson Kristianstads SLS                                                                                 | 1.04,47  | Linus Hedström SK Laxen | 1.05,30  | Jasper Schimmel Jönköpings Simsällskap                                                                               | 1.05,59  |
| 200 m bröstsim  | Sebastian Stolt Gävle Simsällskap                                                                                 | 2.21,83  | Vincent Johnson Kristianstads SLS                                                                                          | 2.22,80  | Linus Hedström SK Laxen                                                                                              | 2.22,82  |
|                 | |          | |          | |          |
| 50 m fjärilsim  | Bill Beckman Malmö Kappsimningsklubb                                                                              | 24,46    | Henrik Kraemer SK Elfsborg                                                                                                 | 25,13    | Arvid Kvorning Varbergs Sim                                                                                          | 25,38    |
| 100 m fjärilsim | Bill Beckman Malmö Kappsimningsklubb                                                                              | 55,10    | Henrik Kraemer SK Elfsborg                                                                                                 | 55,96    | Lucas Humling Linköpings Allmänna Simsällskap                                                                        | 56,52    |
| 200 m fjärilsim | Lucas Humling Linköpings Allmänna Simsällskap                                                                     | 2.05,58  | Tage Helin Upsala Simsällskap                                                                                              | 2.08,61  | Leon Heberlein SK Neptun                                                                                             | 2.08,70  |
|                 | |          | |          | |          |
| 200 m medley    | Tristan Prizler Spårvägen Simförening                                                                             | 2.09,04  | Axel Gustavsson Lidingö Simklubb                                                                                           | 2.10,15  | Lucas Humling Linköpings Allmänna Simsällskap                                                                        | 2.10,44  |
| 400 m medley    | Tristan Prizler Spårvägen Simförening                                                                             | 4.34,27  | Axel Gustavsson Lidingö Simklubb                                                                                           | 4.39,67  | Tage Helin Upsala Simsällskap                                                                                        | 4.42,28  |
|                 | |          | |          | |          |
| 4×100 m frisim  | Malmö Kappsimningsklubb Seth Nillund (54,35) Bill Beckman (54,39) Mohammed Azzam (53,64) Isaac Barrett (52,56)    | 3.34,94  | Väsby Simsällskap Alexander Arnö (53,80) Filip Lindeberg (53,75) William Lagerlöf (54,35) Eddie Peng (53,08)               | 3.34,98  | SK Laxen Petter Bergdahl (54,05) Gustav Karlsson (54,68) Aaron Hullegård (53,59) Simon Meuller (53,57)               | 3.35,89  |
| 4×200 m frisim  | SK Neptun Leon Heberlein (1.57,06) Vincent Nordlander (1.59,80) Tobias Lindberg (2.01,87) Tim Rogersson (1.51,74) | 7.50,47  | Helsingborgs Simsällskap Hilding Hallberg (1.57,98) Viggo Holst (1.59,61) Victor Sandrup (1.56,64) Lucas Langell (2.00,76) | 7.54,99  | Väsby Simsällskap Filip Lindeberg (1.57,28) Alexander Arnö (2.00,29) William Lagerlöf (2.02,58) Eddie Peng (1.55,46) | 7.55,61  |
| 4×100 m medley  | SK Neptun Kasper Lee (57,92) Theo Djuphammar (1.06,50) Oliver Albinzon (57,00) Tim Rogersson (50,71)              | 3.52,13  | Jönköpings Simsällskap Anton Hegmegi (1.00,59) Jasper Schimmel (1.04,89) Szymon Machaj (56,51) Erik Mulikov (53,58)        | 3.55,57  | SK Laxen Petter Bergdahl (1.01,90) Linus Hedström (1.04,31) Simon Meuller (56,12) Aaron Hullegård (53,78)            | 3.56,11  |

### Mix
| Gren           | Guld | Guld    | Silver | Silver  | Brons | Brons   |
| 4×100 m frisim | SK Neptun Theo Djuphammar (55,98) Amelia Gustafsson (1.00,60) Felicia Klintemar (57,42) Tim Rogersson (49,79)           | 3.43,79 | Uddevalla Sim Leon Rössger (53,41) Svante Tjernström (52,68) Matilda Wassblad (59,62) Yelizaveta Savenok (59,34) | 3.45,05 | Linköpings Allmänna Simsällskap Lucas Humling (52,19) Oskar Glawing (52,09) Ellen Borg (58,90) Tuva Veiström (1.01,91) | 3.45,09 |
| 4×100 m medley | Kristianstads SLS Melvin Carlsson (1.01,06) Olivia Klint Ipsa (1.07,52) Jacob Glans (56,77) Tigra Salomonsson (1.00,63) | 4.05,98 | SK Elfsborg Lowe Stenberg (1.00,08) Sally Olsson (1.11,97) Henrik Kraemer (55,28) Elsa Sjöström (1.00,37)        | 4.07,70 | SK Neptun Oliver Albinzon (1.01,15) Ella Gunnarsson (1.14,87) Felicia Klintemar (1.02,05) Tim Rogersson (50,67)        | 4.08,74 |

## Para-SM
Den tävlandes klassificering inom parentes efter namnet.

### Damer
| Gren           | Guld                                                 | Guld      | Silver                                               | Silver      | Brons                                                | Brons       |
| 50 m frisim    | Nicola St Clair Maitland (S7) Södertälje Simsällskap | 36,62     | Agnes Kramer (S7) Falkenbergs Simklubb               | 36,66       | Helena Fältman (S10) Spårvägen Simförening           | 32,40       |
| 100 m frisim   | Pernilla Lindberg (S14) Simklubben S02               | 1.04,22   | Agnes Kramer (S7) Falkenbergs Simklubb               | 1.20,76     | Nicola St Clair Maitland (S7) Södertälje Simsällskap | 1.21,66     |
| 200 m frisim   | Pernilla Lindberg (S14) Simklubben S02               | 2.16,24   | Nicola St Clair Maitland (S7) Södertälje Simsällskap | 2.51,73 SR7 | Ida Andersson Wulf (S7) Vellinge-Näsets Simklubb     | 3.06,81     |
| 400 m frisim   | Pernilla Lindberg (S14) Simklubben S02               | 4.47,93   | Nicola St Clair Maitland (S7) Södertälje Simsällskap | 6.07,41     | Agnes Kramer (S7) Falkenbergs Simklubb               | 6.14,87     |
|                |                                                      |           |                                                      |             |                                                      |             |
| 50 m ryggsim   | Nicola St Clair Maitland (S7) Södertälje Simsällskap | 40,33     | Signe Bergqvist (S6) Upsala Simsällskap              | 43,56 SR6   | Agnes Kramer (S7) Falkenbergs Simklubb               | 42,57       |
| 100 m ryggsim  | Nicola St Clair Maitland (S7) Södertälje Simsällskap | 1.27,06   | Agnes Kramer (S7) Falkenbergs Simklubb               | 1.30,46     | Signe Bergqvist (S6) Upsala Simsällskap              | 1.34,48 SR6 |
|                |                                                      |           |                                                      |             |                                                      |             |
| 50 m bröstsim  | Ida Andersson Wulf (SB6) Vellinge-Näsets Simklubb    | 51,82 SR6 | Tindra Martinsson (SB14) Väsby Simsällskap           | 48,67       | Anna Philipsson (SB14) Gävle Simsällskap             | 49,34       |
| 100 m bröstsim | Pernilla Lindberg (SB14) Simklubben S02              | 1.26,40   | Ida Andersson Wulf (SB6) Vellinge-Näsets Simklubb    | 1.53,86 SR6 | Anna Philipsson (SB14) Gävle Simsällskap             | 1.48,00     |
|                |                                                      |           |                                                      |             |                                                      |             |
| 50 m fjärilsim | Pernilla Lindberg (S14) Simklubben S02               | 33,90     | Nicola St Clair Maitland (S7) Södertälje Simsällskap | 43,80       | Anna Philipsson (S14) Gävle Simsällskap              | 46,97       |
|                |                                                      |           |                                                      |             |                                                      |             |
| 200 m medley   | Pernilla Lindberg (SM14) Simklubben S02              | 2.37,17   | Ida Andersson Wulf (SM7) Vellinge-Näsets Simklubb    | 3.49,67     | Endast två tävlande                                  |             |

### Herrar
| Gren           | Guld                                        | Guld        | Silver                                      | Silver      | Brons                                        | Brons   |
| 50 m frisim    | Tobias Klasson (S14) Karlstads Simsällskap  | 27,33       | Elias Alm (S9) Luleå Simsällskap            | 29,54       | Robin Håkansson (S9) Sundsvalls SS           | 31,40   |
| 100 m frisim   | Tobias Klasson (S14) Karlstads Simsällskap  | 1.01,84     | Robin Håkansson (S9) Sundsvalls SS          | 1.05,71 SR9 | Elias Alm (S9) Luleå Simsällskap             | 1.07,61 |
| 200 m frisim   | Robin Håkansson (S9) Sundsvalls SS          | 2.21,55 SR9 | Tobias Klasson (S14) Karlstads Simsällskap  | 2.16,51     | Felix Persson (S14) Trollhättans simsällskap | 2.28,44 |
| 400 m frisim   | Tobias Klasson (S14) Karlstads Simsällskap  | 4.52,75     | Robin Håkansson (S9) Sundsvalls SS          | 4.58,15 SR9 | Felix Persson (S14) Trollhättans simsällskap | 5.15,04 |
|                |                                             |             |                                             |             |                                              |         |
| 50 m ryggsim   | Tobias Klasson (S14) Karlstads Simsällskap  | 30,83       | Robin Håkansson (S9) Sundsvalls SS          | 36,87 SR9   | Felix Persson (S14) Trollhättans simsällskap | 36,61   |
| 100 m ryggsim  | Tobias Klasson (S14) Karlstads Simsällskap  | 1.09,39     | Robin Håkansson (S9) Sundsvalls SS          | 1.18,47     | Felix Persson (S14) Trollhättans simsällskap | 1.21,22 |
|                |                                             |             |                                             |             |                                              |         |
| 50 m bröstsim  | Robin Håkansson (SB8) Sundsvalls SS         | 39,55 SR8   | Tobias Klasson (SB14) Karlstads Simsällskap | 38,38       | Andreas Nordh (SB14) Osby Simsällskap        | 38,55   |
| 100 m bröstsim | Robin Håkansson (SB8) Sundsvalls SS         | 1.30,54 SR8 | Gustav Ljungberg (SB14) Sundsvalls SS       | 1.28,06     | Andreas Nordh (SB14) Osby Simsällskap        | 1.31,80 |
|                |                                             |             |                                             |             |                                              |         |
| 50 m fjärilsim | Tobias Klasson (S14) Karlstads Simsällskap  | 31,57       | Robin Håkansson (S9) Sundsvalls SS          | 33,18       | Andreas Nordh (S14) Osby Simsällskap         | 31,83   |
|                |                                             |             |                                             |             |                                              |         |
| 200 m medley   | Tobias Klasson (SM14) Karlstads Simsällskap | 2.40,28     | Robin Håkansson (SM9) Sundsvalls SS         | 2.47,12 SR9 | Andreas Nordh (SM14) Osby Simsällskap        | 2.50,91 |